# Śitala dewi
Śitala dewi, Śitala mata (Sanskryt शीतला, IAST śītalā) – hinduska bogini, popularna w północno-wschodnich Indiach. W kulcie ludowym związana zwłaszcza z modlitwami o ochronę przed ospą i innymi chorobami skóry, niekiedy również o płodność i zdrowie dzieci. Utożsamiana z aspektem bogini Parwati, należącej do "oficjalnego" panteonu hinduizmu.

## Ikonografia
Jej wahaną jest osioł, w czterech rękach trzyma: srebrną miotłę, wachlarz, miseczkę i dzban z wodą.